# 塞利巴比
塞利巴比是西非國家毛里塔尼亞西南部的城市，也是吉迪馬卡省的首府，距離首都努瓦克肖特500公里，鄰近與塞內加爾和馬里接壤的邊境，海拔高度65米，降雨量充足，市內有機場和醫院，是重要的農產品和牲畜市場，2005年人口估計為18,424。

## 友好城市
- 法國 滨海福斯